# Maʿmar ibn Rāschid
Abū ʿUrwa Maʿmar ibn Rāschid (arabisch ابو عروة معمر بن راشد, DMG Abū ʿUrwa Maʿmar ibn Rāšid; geb. 714; gest. 770 in Sanaa) war ein Hadith-Gelehrter aus Basra, der später in den Jemen auswanderte. Er erscheint als eine wichtige Autorität für die Weitergabe prophetischer Traditionen in allen sechs kanonischen Hadithwerken der Sunniten.

## Leben
Maʿmar war ein persischer Klient des Huddān-Clans des arabischen Stamms der Azd. Er verbrachte sein frühes Leben in Basra. Nach eigener Aussage nahm er mit 14 Jahren an den Lehrsitzungen al-Hasan al-Basrīs (gest. 728) teil und wohnte auch seiner Beerdigung bei. Schon in jungen Jahren hörte er außerdem Hadithe bei Qatāda ibn Diʿāma (gest. 735), ohne sich aber die Isnade zu merken. Während seiner Zeit im Irak diente er seinen Herren aus dem Azd-Stamm als reisender Tuchhändler. Beim Verkauf von Stoffen in der Nähe der Residenz des umaiyadischen Kalifen Hischām ibn ʿAbd al-Malik (reg. 724–43) in ar-Rusāfa während der Herrschaft des umayyadischen Kalifen traf er zum ersten Mal auf Ibn Schihāb az-Zuhrī (gest. 742), der zu dieser Zeit als Prinzenerzieher im Dienste Hischāms stand.
Maʿmar ließ sich dort nieder und studierte bei az-Zuhrī Hadith, wobei er quasi Einzelunterricht bei ihm erhielt. Nach az-Zuhrīs Tod im Jahre 742 blieb Maʿmar noch eine Weile in Syrien, um aus seinen Notizbüchern (dafātir), bis diese nach der Ermordung von al-Walīd II im Jahre 744 auf Lasttieren weggeschaft wurden. Zeitweise lebte Maʿmar auch im Hedschas. Andere Gelehrte, bei denen er Hadith hörte, waren ʿAmr ibn Dīnār, Abū Ishāq as-Sabīʿī, al-Aʿmasch und Yahyā ibn Abī Kathīr. Ungefähr im Jahre 750, also während der abbasidischen Machtergreifung, wanderte Maʿmar von al-Basra in den Jemen aus und ließ sich in Sanaa nieder. Dort verlebte die übrigen 20 Jahre seines Lebens. Die Iraker hielten ihn danach für verschollen (mafqūd).
In Sanaa wurde Maʿmar zum wichtigsten Lehrer des bekannten jemenitischen Hadith-Gelehrten ʿAbd ar-Razzāq as-Sanʿānī (gest. 827). Er studierte bei ihm acht Jahre. Auch ʿAbdallāh ibn al-Mubārak und Sufyān ath-Thaurī hörten ebenfalls bei Maʿmar. Letzterer soll dafür speziell in den Jemen gereist sein. Um zu verhindern, dass Maʿmar den Jemen wieder verlässt, soll man ihn verheiratet haben. Als er starb, wurde er auf dem Haql-Friedhof von Sanaa neben der Moschee von ʿAlī ibn Abī Bakr begraben.

## Werke
Maʿmar gilt als einer der ersten Gelehrten, der seine Werke in thematisch geordnete Kapitel gliederte (ṣannafa wa-bauwaba). Allerdings sind Maʿmars schriftliche Werke nur in den Bearbeitungen ʿAbd al-Razzāq as-Sanʿānīs überliefert. Er zitierte diese Werke ausführlich in seinem Tafsīr und integrierte sie auch in seine mehrbändige Hadith-Sammlung al-Muṣannaf. Harald Motzki fand heraus, dass 32 Prozent des Materials in dieser Hadith-Sammlung auf Maʿmar zurückgehen. Die zwei von Maʿmar erhaltenen Werke sind:
1. al-Maġāzī (“The expeditions”). Es handelt sich um eines der frühesten Maghāzī-Werke mit biografischen Berichten über das Leben des Propheten, seinen Tod und die frühen Eroberungen. Es wurde von Sean Anthony aus ʿAbd al-Razzāq as-Sanʿānīs Muṣannaf herausgegeben und übersetzt.[9]
2. Kitāb al-Ǧāmiʿ, thematisch geordnete Sammlung von Berichten und Überlieferungen, die auf den Propheten und seine Gefährten zurückgeführt werden. Das Buch hat sich ebenfalls nicht selbständig, sondern nur in der Bearbeitung seines Schülers ʿAbd ar-Razzāq erhalten.[10]

## Lehren
Al-Dschāhiz rechnete Maʿmar der Qadarīya zu. Abū l-Qāsim al-Balchī referiert die Auffassung, dass er der Schia zuneigte. Maʿmar war die früheste muslimische Autorität, die die Identifikation Chidrs mit dem endzeitlichen Zeugen, der vom Daddschāl getötet und dann wiederbelebt wird, lehrte.